# European Fact-Checking Standards Network
Das European Fact-Checking Standards Network (kurz EFSCN) ist ein Verein mit Hauptsitz ist in Paris und ein Netzwerk von faktencheckenden Organisationen. Diese Organisationen haben sich zu den im Europäischen Verhaltenskodex für unabhängige Faktencheck-Organisationen festgelegten Standards der Unabhängigkeit, Transparenz und journalistischen Qualität verpflichtet.
Dem EFCSN steht ein elfköpfiges Leitungsgremium vor, dessen Mitglieder von den teilnehmenden Organisationen gewählt wird. Das Netzwerk wurde mit Unterstützung der EU ins Leben gerufen und zählte bis Juni 2024 47 Faktencheck-Organisationen aus über 30 europäischen Ländern. Im Juli 2025 sind es bereits 61 Organisationen.

## Zielsetzung
Das EFCSN ist Vereinigung europäischer Faktenprüfer, die höchste Standards der Faktenprüfung und Medienkompetenz einhalten und fördern, um Falschinformationen zum Wohle der Öffentlichkeit zu bekämpfen. Das EFCSN und seine geprüften Mitglieder setzen sich für die Grundsätze der Meinungsfreiheit ein. Sie setzen sich dafür ein, den Zugang der Öffentlichkeit zu faktengeprüften, vertrauenswürdigen Daten und Informationen zu fördern und die Öffentlichkeit darin zu schulen, die Glaubwürdigkeit öffentlicher Informationen zu beurteilen.

## Europäischer Verhaltenskodex für unabhängige Faktencheck-Organisationen
Der Europäische Kodex für unabhängige Faktencheck-Organisationen umfasst Kriterien, die sicherstellen sollen, dass Organisationen, die Falsch- und Desinformationen überprüfen, höchste methodische, ethische und transparente Standards einhalten, um dem öffentlichen Interesse bestmöglich zu dienen. Erst wenn die Einhaltung der in diesem Kodex festgelegten professionellen Standards überprüft wurde, können Organisationen Mitglied des EFSCN werden.
Der Europäische Normenkodex und das EFCSN stehen Organisationen offen, die sich dem Faktencheck widmen. Dabei handelt es sich um die Anwendung einer evidenzbasierten Methode zur Überprüfung der Richtigkeit öffentlich gemachter Behauptungen. Um sich bewerben zu können, müssen Organisationen einen wesentlichen und nachweisbaren Fokus auf ein Mitgliedsland des Europarats, Kosovo, Belarus oder Russland haben.
Die Mitgliedschaft im EFCSN steht für die strikte Verpflichtung einer Organisation, korrekte Informationen ethisch und transparent sowie unvoreingenommen und vorurteilsfrei bereitzustellen. Die Mitglieder konzentrieren sich auf Angelegenheiten im öffentlichen Interesse und verfügen über eine nachgewiesene Erfolgsbilanz in Bezug auf Exzellenz, Integrität und Verantwortlichkeit.
Unter anderem wird gefordert:
- Jede relevante Tatsachenbehauptung ist zu prüfen und zu belegen, nach Möglichkeit mit Primärquellen.
- Die in den Faktenchecks relevanten Beweise sind darzulegen, und zwar sowohl die, die die Behauptung zu stützen scheinen, als auch relevante Beweise, die sie zu widerlegen scheinen.
- Anzuführen sind  mindestens zwei, vorzugsweise mehr Quellen, um die zentrale Behauptung einer Untersuchung zu belegen, außer in Fällen, in denen nur eine einzige relevante Quelle vorliegt. Verwendet werden müssen die besten verfügbaren primären, nicht sekundären Beweisquellen, sofern geeignete Primärquellen verfügbar sind. Sind geeignete Primärquellen nicht verfügbar, muss die Organisation die Verwendung einer Sekundärquelle deklarieren.
- Es sind alle Quellen zu nennen, außer wenn deren Sicherheit gefährdet ist. In solchen Ausnahmen dürfen anonyme Quellen nur dann einbezogen werden, wenn ihre Angaben durch benannte Quellen oder materielle Beweise bestätigt werden.
- Beim Zitieren von Experten ist deren Glaubwürdigkeit im jeweiligen Thema darzulegen.
- Es ist sicherzustellen, dass jede Untersuchung vor der Veröffentlichung mindestens eine Lektoratsrunde durch eine andere Person als den Autor durchläuft.
- Die Ergebnisse müssen präzise, sachlich und ohne Emotionen präsentiert werden. Schlussfolgerungen dürfen nicht übertrieben werden.[3]

## Mitglieder
Deutschsprachige geprüfte und verfizierte Mitglieder sind:
| Organisation                                                   | Land        | Sprache                              | Anmerkung                                                                     |
| -------------------------------------------------------------- | ----------- | ------------------------------------ | ----------------------------------------------------------------------------- |
| Correctiv – Recherchen für die Gesellschaft gemeinnützige GmbH | Deutschland | Deutsch                              | Non-Profit-Redaktion, investigative Recherche                                 |
| APA - Austria Press Agency                                     | Österreich  | Deutsch                              | Faktcheck Service der APA                                                     |
| dpa Fact-Checking                                              | Deutschland | Deutsch, Niederländisch, Französisch | Faktcheck Service der DPA                                                     |
| Medizin transparent                                            | Österreich  | Deutsch                              | Thema Gesundheit, Faktencheck-Service der Universität für Weiterbildung Krems |
| AFP (Agence France-Presse)                                     | Frankreich  | Französisch, Deusch, Englisch …      | Faktcheck Service der APF                                                     |

Weitere Mitglieder sind unter anderem CivilNet aus Armenien, Science Feedback aus Frankreich, Viral Check aus Portugal, PA Media aus dem Vereinigten Königreich und viele mehr.